# ألخالي بانغورا
ألخالي بانغورا (بالفرنسية: Al Khaly Bangoura)‏ لاعب كرة قدم غينيمولود في 8 يناير 1996 .
كانت بداياته في النجم الرياضي الساحلي ووقع في عام 2018 عقد مع نادي الفتح .

## روابط خارجية
- ألخالي بانغورا على موقع قاعدة بيانات كرة القدم.إي يو (الإنجليزية)
- ألخالي بانغورا على موقع ناشيونال فوتبول تيمز (الإنجليزية)
- ألخالي بانغورا على موقع Soccerway.com (الإنجليزية)